# Xebian
Xebian es una distribución de Linux que proporciona a los usuarios un entorno informático basado en Debian con el entorno de escritorio Xfce. El modelo de lanzamiento es de Liberación continua o rolling release ya que se basa en la versión “sid” de Debian.
Su país de origen y sede actual es Inglaterra. 

## Características
- Se considera como la versión Liberación continua o rolling release de Xubuntu.
- Su entorno de escritorio es Xfce lo que hace a la distribución ligera y recomendable para equipos de bajos recursos.
- Como modo de instalación usa el instalador clásico de Debian. Lo que da mayor facilidad y velocidad en el proceso.
- Tiene versión 64 bits y 32 bits lo que permite su uso en equipos modernos y antiguos.
- Al ser derivado de Debian su gestor de paquetes es APT.[3]

## Algunas de las aplicaciones que se pueden encontrar en Xebian
- Vlc. Reproductor multimedia.
- Firefox. Navegador web.
- Synaptic. Centro de software, gestor de paquetes.
- Telegram. Programa de comunicación.
- Thunar. Gestor de archivos.
- Terminal Xfce. Emulador de terminal.
- Xarchiver. Archivador.
- Ristretto. Gestor de imágenes.
- GParted. Gestor de discos.